# ポマック

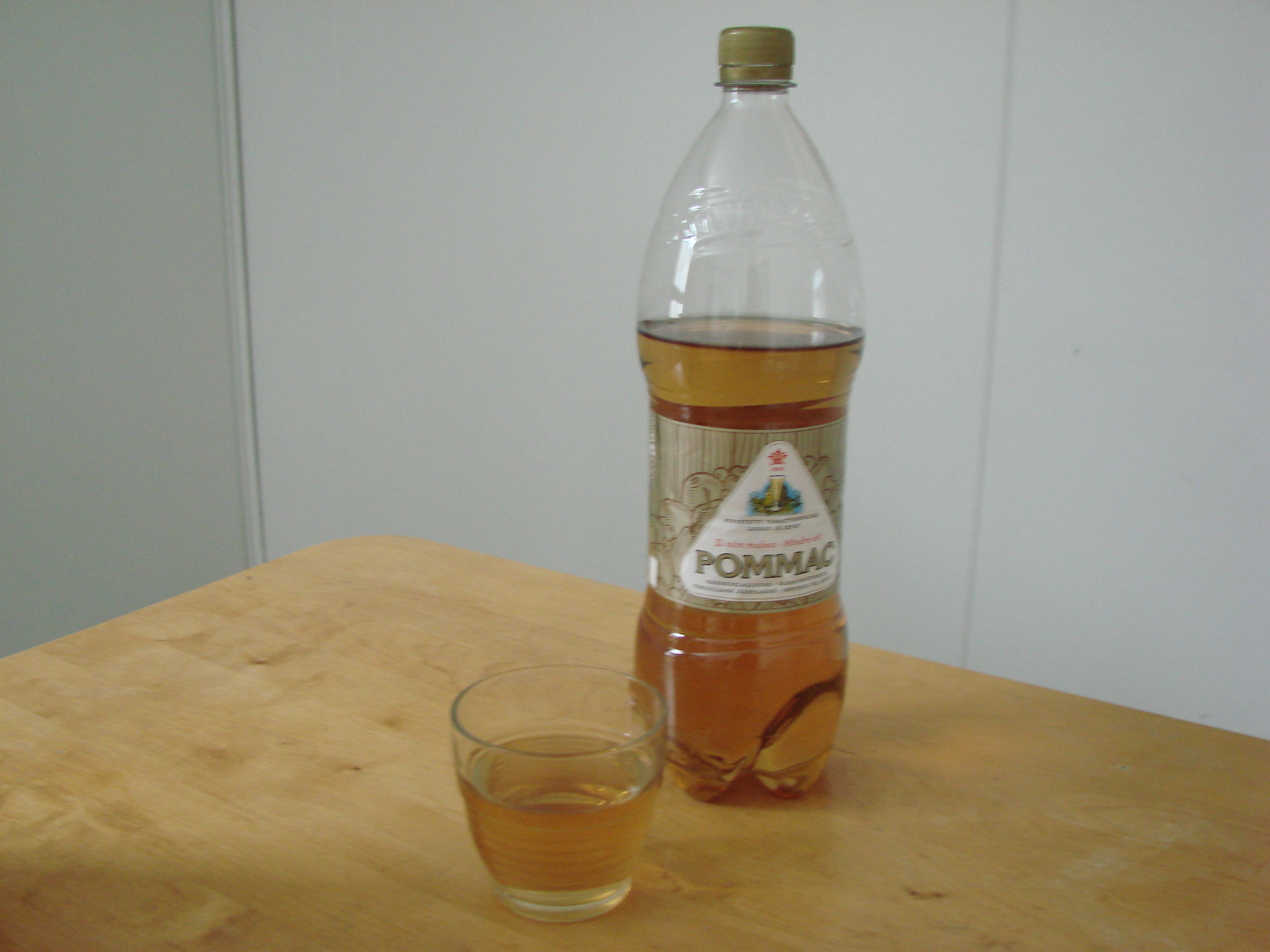
ポマック

ポマック (Pommac) は、果物やベリー類をオーク製の樽で3か月間熟成して作られるスウェーデンの発泡性ソフトドリンクである。シャンパン味のノンアルコール飲料とも表現される。

## 概要
最初のポマックは1919年に作られた。ポマックという名称は、シャンパンのポメリーとワインと同じようにオーク製の樽で熟成されるコニャック (Cognac) から付けられた。レシピは秘密とされている。
1919年に事業に失敗したアンデルス・リンダール (Anders Lindahl) は、スウェーデンのフディクスヴァルからストックホルムに移って来てフルクトゥス工場 (Fructus Fabriker) を設立し、ポマックを作り始めた。ポマックのレシピはフィンランド系スウェーデン人の発明家が考え出した。この飲み物は、上流階級の人々のワインの代わりとなるノンアルコール飲料として作られた。
ドクターペッパー社は、1963年から1969年までポマックと同じ調合の飲料をダイエットドリンクとして6.5と10オンスの2種類の壜に詰め、販売した。人々がこの飲料の味に慣れるまで販売は低調であったが、販売が低迷して6年が過ぎた後で甘味料のチクロの使用が規制されると、ドクターペッパー社はこの製品を絶版にした。
ポマックの熱烈な愛好者（特に若者たち）はこの飲み物を「ビールらしきもの」と考えており、絶対禁酒主義者や車を運転する者には公の式典でシャンパンの代用品（エアザァトゥス）としても供された。
2004年遅く、デンマークのカールスバーグ社は採算上の問題でポマックの生産を止める予定であると発表したが、消費者からの圧倒的な反対（50,000名以上の存続請願署名を含む）の声が高まったことを受け、ポマックの販売を続けることに決定した。